# É Tudo tão Simples
É Tudo tão Simples é um livro de etiqueta e comportamento da escritora e jornalista Danuza Leão, lançado em 2011 pela Editora Agir. 
No livro, a escritora conta como tornou a vida mais simples ao não ter vínculo a objetos e ao descomplicar situações do dia a dia. “Andei pensando nessa história de simplificar e vejo que passei a primeira metade da minha vida querendo ter as coisas — todas as coisas — e estou passando a segunda metade querendo me desfazer das coisas, e ficar apenas com o essencial”, diz no livro.